# Amphiodia frigida
Amphiodia frigida is een slangster uit de familie Amphiuridae.
De wetenschappelijke naam van de soort werd in 1897 gepubliceerd door René Koehler.